# Archedamos (Olympionike)
Archedamos (altgriechisch Ἀρχέδαμος), Sohn des Xenias, war ein Olympionike der Olympischen Spiele der Antike aus Elis.
Nach Pausanias war Archedamos Sieger im Ringen der Jungen, anlässlich dieses Sieges wurde ihm eine von Alypos geschaffene Siegerstatue im Zeusheiligtum in Olympia rechts neben dem Heraion errichtet. Er errang seinen Sieg bei den 96. Spielen, die 396 v. Chr. ausgetragen wurden.